# Jürgen Schaarwächter
Jürgen Schaarwächter (* 1967 in Köln) ist ein deutscher Musikwissenschaftler.

## Leben
Geboren in eine musische Familie (sein Großvater war der Journalist und Schriftsteller Hans Schaarwächter), machte sich seine musikalische Begabung schon früh bemerkbar. Neben musikalischer Früherziehung durch seine Tante Gerda Schaarwächter erhielt er ab seinem fünften Lebensjahr Violin- und Klavierunterricht.
Nach dem Abitur in Köln studierte er von 1986 bis 1995 Musikwissenschaft sowie Kunstgeschichte und Allgemeine Sprachwissenschaft an der Universität Köln und der Universität Gießen. 1990 beendete er das Magisterstudium mit einer von Hans Schmidt betreuten Arbeit über Richard Strauss und die Sinfonie, die 1994 im Druck erschien.
1995 promovierte er in Köln bei Klaus Wolfgang Niemöller mit einer Arbeit über Die britische Sinfonie 1914–1945, die 1996 mit dem Preis der Offermann-Hergarten-Stiftung ausgezeichnet wurde. 1997 bis 1998 war er Honorary Research Fellow der University of Birmingham und arbeitete von 1997 bis 1999 an einem eigenen DFG-Forschungsprojekt zur britischen Sinfonie bis Edward Elgar. Die Forschungsergebnisse erschienen, zusammen mit einer überarbeiteten Fassung der Dissertation, im Jahr 2015 in englischer Sprache unter dem Titel Two Centuries of British Symphonism.
Seit 1999 ist Jürgen Schaarwächter als Wissenschaftlicher Mitarbeiter am Max-Reger-Institut/Elsa-Reger-Stiftung in Karlsruhe tätig und ist dort u. a. für Bibliothek und Archiv, Publikationen und Öffentlichkeitsarbeit sowie für das BrüderBuschArchiv zuständig.
Seit 1998 hat er das Amt des europäischen Repräsentanten der Havergal Brian Society inne und ist seit 2001 deutscher Repräsentant der British Music Society. Im selben Jahr wurde er Vorstandsmitglied der Robert Simpson Society und wirkt seit 2007 als deren Vorsitzender.
Schaarwächter hat sich als Redner auf Tagungen und bei Festivals, als Gutachter sowie Autor und Herausgeber wissenschaftlicher Bücher und Aufsätze, als Herausgeber von Noteneditionen sowie als Verfasser von CD-Booklet-, Konzertprogrammtexten und solchen zu Noteneditionen profiliert. Auch hat er im Bereich der Tonträgerproduktion (vor allem historischer Klangaufnahmen) zahlreiche Veröffentlichungen initiiert und betreut.

## Schriften
- Two centuries of British symphonism. Georg Olms Verlag, Zürich 2015, ISBN 3-487-15226-6.
- Die britische Sinfonie 1914–1945. Dohr, Köln 1995, ISBN 978-3-925366-40-6.
- Richard Strauss und die Sinfonie. Dohr, Köln  1994, ISBN 978-3-925366-35-2.